# إيرينا بريمون
إيرينا بريمون (الروسية: Бремон, Ирина Леонидовна) مواليد 5 أكتوبر 1984 في مينسك، هي لاعبة كرة مضرب بيلاروسية تلعب باليد اليمنى. أعلى تصنيف لها في الفردي كان المركز الـ 93 في سنة 2012. أعلى تصنيف لها في الزوجي كان 162.

## روابط خارجية
- إيرينا بريمون على موقع رابطة محترفات التنس (الإنجليزية)
- إيرينا بريمون على موقع الاتحاد الدولي لكرة المضرب (الإنجليزية)